# Імітація праці

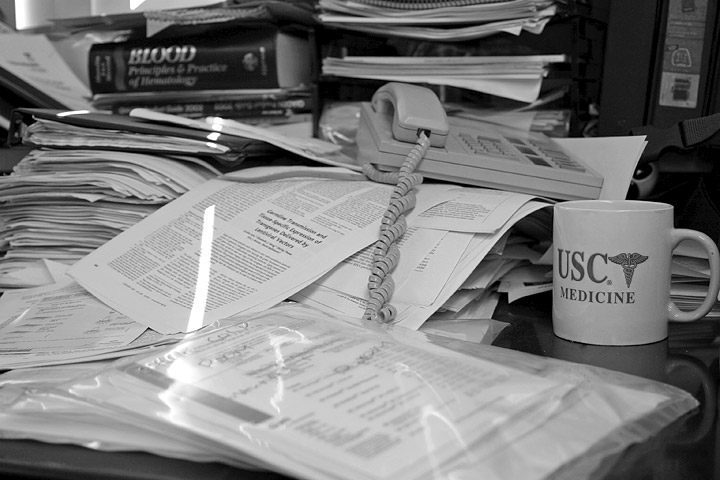
Постійний перебір паперів може бути формою імітації праці, особливо в ситуаціях, коли така робота має нижчий пріоритет порівняно з іншими завданнями

Імітація праці (також імітація роботи, імітувати діяльність, виглядати зайнятим) — термін, який описує імітацію праці, яка виконується для того, щоб «вбити час» та залишатися зайнятим, проте сама праця не має фактичної цінності. Імітація роботи також відбувається у бізнесі, військових та інших установах, в ситуаціях, коли люди можуть бути зобов'язані знаходитися на роботі, але можуть не мати можливості, навичок або потреби робити щось більш продуктивне. Люди можуть імітувати роботу задля збереження вигляду зайнятості, що дозволяє уникнути критики за неактивність або бездіяльність.